# 许钦松
许钦松（1952年—），
1952年生，广东澄海人。国家一级美术师，二级教授，国务院特殊津贴专家，第十一、十二届全国政协委员。1998年获广东省“五一”劳动奖章，“跨世纪之星”荣誉称号。曾任中国美术家协会副主席，广东省文学艺术界联合会主席，广东省美术家协会主席，广东画院院长；现任中国美术家协会顾问，中国艺术研究院研究员、博士生导师，故宫研究院中国画法研究所研究员，全国政协书画室副主任，广东省美术家协会名誉主席，广东美术馆学术委员会主任，中国文联全委会委员，中国国家画院院务委员，中央文史馆书画院南方分院院长，中国画学会顾问，中国国际交流协会理事，广东省人民政府文史研究馆馆员，澳门城市大学博士生导师，广州美术学院客座教授，广州大学美术学院名誉院长，广东中国画学会名誉会长，广东省许钦松艺术基金会理事长，广州市社会服务发展促进会荣誉会长，广东省文化学会顾问。曾担任2010年广州亚运会开闭幕式艺术顾问，2012（伦敦）奥林匹克美术大会艺术指导委员会艺术顾问，“其命惟新——广东美术百年大展”总策划。
主要作品有：《个个都是铁肩膀》《潮的失落》《心花》《诱惑》《天音》《南粤春晓》《岭云带雨》《高原甘雨》《丰碑》《甘雨过山》《长江揽胜》《珠江涌云》等。曾获“第七届全国美展”银奖、1992年日本·中国版画奖励会金奖、 ’91中国西湖美术节银奖（版画最高奖）、“第十届全国版画展”铜奖、80-90年代中国优秀版画家鲁迅版画奖、广东省第四届鲁迅文艺奖一等奖以及广东美协50年50件经典作品奖等多项大奖。
作品被中国美术馆、中国国家博物馆、广东美术馆、江苏省美术馆、河南省美术馆、山东美术馆、陕西省美术博物馆、四川美术馆、武汉美术馆、广州美术馆、深圳美术馆、重庆美术馆、关山月美术馆、广州艺术博物院、原中国版画家协会、澳门艺术博物馆、美国驻华大使馆、澳大利亚佩斯艺术博物馆、日本国际版画艺术博物馆、泰国国王钦赐淡浮院、北京人民大会堂、上海世博会中国馆等机构收藏。
出版有《许钦松》《许钦松版画集》《许钦松山水画集》《许钦松自传体文集》《当代名家精品—许钦松》《象外之象—许钦松山水画集》《时代意象—许钦松艺术研究》《年度大家—许钦松》《中国当代艺术经典名家—许钦松》《中国当代名家画集—许钦松》《此岸·彼岸—许钦松谈山水画艺术》《荣宝斋当代书画名家——许钦松山水画集》等。